# 楊皆
楊皆（1507年—1555年），字同卿，號紫崖，福建興化府莆田縣人，民籍，明朝政治人物。

## 生平
嘉靖十六年（1537年）丁酉科福建鄉試第六十五名舉人。嘉靖十七年（1538年）中式戊戌科會試第三百五名，登第三甲第二百零三名進士。需次刑曹，持母翁制歸。起拜户部主事，二十三年监税江南，旋病假。起遷本部员外郎，二十七年擢四川屯盐佥事，三十四年卒，享年四十有九。

## 家族
曾祖楊察，贈奉直大夫吏部員外郎；祖父楊瓚，布政使司左參政；父楊褒，贈户部主事；母翁氏。慈侍下。兄杨鲁、杨哲、杨曹。